# Plicosepalus nummulariifolius
Plicosepalus nummulariifolius är en tvåhjärtbladig växtart som först beskrevs av Adrien René Franchet, och fick sitt nu gällande namn av Wiens & Polh.. Plicosepalus nummulariifolius ingår i släktet Plicosepalus och familjen Loranthaceae. Inga underarter finns listade i Catalogue of Life.